# Huta (powiat lipnowski)
Huta – wieś w Polsce położona w województwie kujawsko-pomorskim, w powiecie lipnowskim, w gminie Skępe.

## Podział administracyjny
W latach 1954–1959 wieś należała i była siedzibą władz gromady Huta, po jej zniesieniu w gromadzie Skępe. W latach 1975–1998 miejscowość należała administracyjnie do województwa włocławskiego.

## Demografia
Według Narodowego Spisu Powszechnego (III 2011 r.) wieś liczyła 185 mieszkańców. Jest dziesiątą co do wielkości miejscowością gminy Skępe.